# Mas Caselles (Gisclareny)
El Mas Caselles és una obra de Gisclareny (Berguedà) inclosa a l'Inventari del Patrimoni Arquitectònic de Catalunya.

## Descripció
Es tracta d'una masia d'estructura clàssica de planta rectangular amb una coberta a dues aigües de teula àrab i el carener perpendicular a la façana orientada a ponent. Està estructurada en planta baixa i dos pisos. El parament és de pedra irregular i còdols units amb morter. Les obertures són petites i amb llindes de fusta. Destaquem una balconada de fusta al primer i segon pisos.

## Història
Mas Casselles és una de les grans masies del terme totalment abandonades i que durant el segle xviii possiblement deuria viure el moment de màxima esplendor, com la resta de la població. Començà a decaure vers el segle xix, agreujant-se a mitjan segle XX (la guerra civil actua de frontissa, 1936-1939) i causant un despoblament.